# Пац, Николай
Никола́й Пац (до 1500—1545 или 1546) — шляхтич из рода Пацов герба «Гоздава», ловчий великий литовский (1509—1542), наместник переломский и ожский, подкоморий великий литовский (1527—1542), воевода подляшский (с 1543). Граф Священной Римской империи (с 1515).
Единственный сын и наследник маршалка Великого княжества Литовского Юрия Паца. После смерти отца в 1505 году унаследовал все его поместья и огромное состояние. В 1515 году введён в графское достоинство Священной Римской империи. В 1528 году на землях Николая Паца находилось около 7 500 сельских дворов.
Будучи наместником переломским и ожским, в 1510 году заложил начало заселению и колонизации земель в окрестностях современного города Сейны. Первый двор поставил в Бержниках, вместе с ним начали возникать окрестные сëла. Затем здесь в 1547—1557 годах королевой Боной был основан город Бержники.

## Семья
Был женат на княжне Александре Гольшанской (ум. после 1551), дочери каштеляна виленского, князя Александра Юрьевича Гольшанского (ум. 1511), от брака с которой имел четырех сыновей и трёх дочерей:
- Станислав (1522—1588) — воевода витебский (1566), подстолий великий литовский
- Николай (1527—1585) — епископ киевский (с 1555), посол в Москве (1562), каштелян смоленский, наместник каменецкий (1559—1569)
- Доминик (ум. 1579), подкоморий берестейский, каштелян смоленский
- Павел (ум. 1595), воевода мстиславский и каштелян виленский
- Ядвига Пац, 1-й муж Николай Сиревич, 2-й муж Войцех Шемет
- Александра Пац, жена Расмуса Довгирда
- Феодора Пац, жена Николая Цирины